# Myndus sillos
Myndus sillos är en insektsart som beskrevs av Kramer 1979. Myndus sillos ingår i släktet Myndus och familjen kilstritar. Inga underarter finns listade i Catalogue of Life.